# Panzerjäger 35R
Panzerjäger 35R (тр. «Панцер'є́ґер»), повна назва 4,7 cm PaK(t) auf Panzerkampfwagen 35R(f) ohne Turm — німецька протитанкова самохідна артилерійська установка (САУ) періоду Другої світової війни, легка за масою. Випускалася на шасі трофейних французьких піхотних танків R35.
Прототип цієї САУ був закінчений 8 лютого 1941 року, а всього з травня по жовтень того ж року були переобладнані 200 машин, з них 174 — у варіанті САУ і ще 26 — у варіанті командирської машини схожої конструкції. 4,7 cm PaK(t) auf Panzerkampfwagen 35R(f) ohne Turm використовувалися на фронтах Німецько-Радянської війни, а також у Франції, аж до 1944 року.

## Варіанти
- 4,7 cm PaK(t) auf Panzerkampfwagen 35R(f) ohne Turm— САУ з 47-мм чехословацької гарматою Шкода A-5, випущено 174 одиниці
- Befehlspanzer fuer 4,7 cm PaK(t) Einheiten auf Panzerkampfwagen 35R(f) — командирські машини, з 7,92-мм кулеметом MG-34 та додатковим радіоустаткуванням на місці гармати, випущено 26 одиниць
- 5 cm PaK 38 auf Panzerkampfwagen 35R(f) ohne Turm — прототип САУ з 50-мм германської гарматою Pak 38, зібраний лише один примірник.